# Barragem de Fagilde
A Barragem de Fagilde é uma barragem portuguesa constuída sobre o Rio Dão localizando-se entre as freguesias de Povolide, na margem direita do rio, no município de Viseu, e de Fornos de Maceira Dão, na margem esquerda, no município de Mangualde, no Distrito de Viseu. O nome da barragem deve-se a localizar-se muito perto da povoação de Fagilde.
A Barragem de Fagilde resultou de um projeto de 1979, da responsabilidade da empresa Hidroprojecto, e foi concluída no ano de 1984, pela firma Zagope, S.A.R.L.. Esta barragem teve como objectivo o fornecimento, parcial, de água urbana aos municípios vizinhos, ou seja, Viseu, Mangualde, Nelas e Penalva do Castelo.
As suas coordenadas geográficas situam-se, em latitude, nos 40º 38´ 21´´ N e, em longitude, nos 07º 47´ 00´´ W.
Barragem em betão e de estrutura tipo “Arco Abóboda” com três contrafortes, tem 27,0 metros de altura, acima da fundação (fundação em granito ) e 18,5 metros  de altura acima do terreno natural. A cota de coroamento é de 312,5 metros e o comprimento de coroamento é de 63,3 metros. Contém um descarregador de cheias no corpo da barragem com duas comportas e uma capacidade máxima de descarga de 515 m³/s.
A área da albufeira é de 7,5 hectares e a capacidade desta é de 2800×1000 m³.
A barragem abastece 130 mil pessoas dos municípios de Mangualde, Nelas, Viseu e Penalva do Castelo.
Esta ém estudo e planeamento a construção de uma nova barragem.

## Em 2017
Em novembro de 2017 durante a Seca na Península Ibérica de 2017, a Barragem de Fagilde esteve com 360 000 m3 de água ou seja, cerca de 10,5% da sua capacidade.